# Яблонна-Майонтек
Яблонна-Майонтек (пол. Jabłonna-Majątek) — село в Польщі, у гміні Яблонна Люблінського повіту Люблінського воєводства.
У 1975-1998 роках село належало до Люблінського воєводства.